# Het Houten Huys

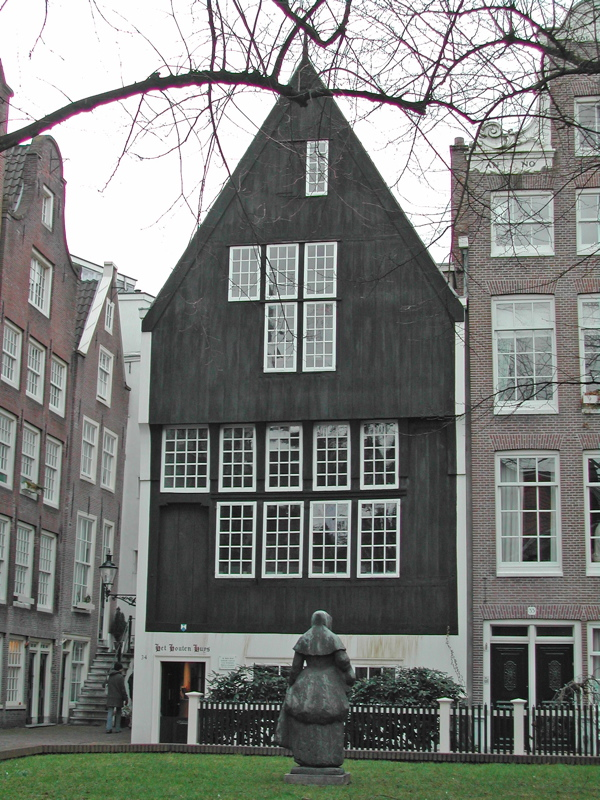
Het Houten Huys, vooraanzicht

Het Houten Huys is een uit 1528 of kort daarna stammend pand op het Begijnhof in Amsterdam. Het is een van de oudste huizen van Amsterdam en naast een pand aan het begin van de Zeedijk een van de twee overgebleven huizen met een houten voorgevel van Amsterdam.
Vanaf de stichting van de stad werden vrijwel alle huizen in Amsterdam gemaakt van hout maar na de stadsbranden van 1421 en 1452 verbood het stadsbestuur de bouw van houten huizen en werden gebouwen verplicht van baksteen gebouwd. Er werd voorheen dan ook altijd aangenomen dat het pand uit 1420 stamde. Nader onderzoek gaf echter in 2012 de bouwdatum van 1528 of kort daarna. 
Het Houten Huys staat op het Begijnhof en is van oudsher alleen bewoond door alleenstaande vrouwen (aanvankelijk begijnen, tegenwoordig is religieuze affiliatie niet meer verplicht). Het Houten Huys staat tegen over de Engelse kerk, die vanaf de Alteratie door de Engelse protestanten in gebruik is, en naast de katholieke HH. Johannes en Ursulakapel.
Lang werd aangenomen dat het Houten Huys het oudste nog bestaande huis in Amsterdam was. Dit bleek minder oud dan gedacht en dateert uit circa 1530. Ongeveer 15 jaar later werd 't Aepjen aan de Zeedijk gebouwd, dat eveneens nog steeds van hout is. In juni 2012 werd een veel ouder houten huis aan de Warmoesstraat uit circa 1485 'ontdekt', zodat er in Amsterdam toch nog een woonhuis uit de vijftiende eeuw bestaat. Dit gaat schuil achter een onopvallende negentiende-eeuwse gevel.